# William W. Skiles

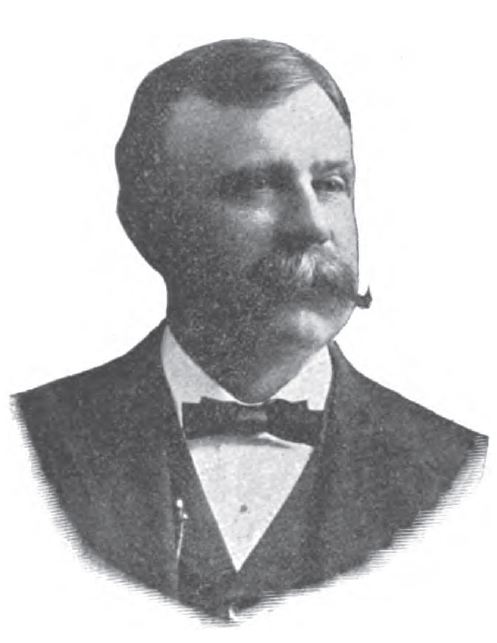
William W. Skiles

William Woodburn Skiles (* 11. Dezember 1849 in Stoughstown, Cumberland County, Pennsylvania; † 9. Januar 1904 in Shelby, Ohio) war ein US-amerikanischer Politiker. Zwischen 1901 und 1904 vertrat er den Bundesstaat Ohio im US-Repräsentantenhaus.

## Werdegang
Im Jahr 1854 kam William Skiles mit seinen Eltern in das Richland County in Ohio, wo er die öffentlichen Schulen besuchte. Anschließend war er für einige Jahre als Lehrer tätig. Bis 1876 studierte er an der Baldwin University in Berea. Nach einem Jurastudium und seiner 1878 erfolgten Zulassung als Rechtsanwalt begann er in Shelby in diesem Beruf zu arbeiten. Später stieg er in das Aktiengeschäft ein. Außerdem war er Direktor verschiedener Handwerksunternehmen. Seit 1893 bis zu seinem Tod war er Präsident der Citizens Bank. Von 1885 bis 1904 fungierte er als Vorsitzender des Schulausschusses von Shelby. Politisch schloss er sich der Republikanischen Partei an. Seit 1900 gehörte er dem Staatsvorstand dieser Partei an.
Bei den Kongresswahlen des Jahres 1900 wurde Skiles im 14. Wahlbezirk von Ohio in das US-Repräsentantenhaus in Washington, D.C. gewählt, wo er am 4. März 1901 die Nachfolge von Winfield S. Kerr antrat. Nach einer Wiederwahl konnte er bis zu seinem Tod am 9. Januar 1904 im Kongress verbleiben. Seit 1903 leitete er dort den Patentausschuss. William Skiles war seit 1877 mit Dora Matson verheiratet, mit der er zwei Kinder hatte.